# 施模
施模（？—1832年），中國清朝官員，浙江會稽人。

## 生平
道光十二年（1832年），施模接替張繼昌擔任台灣府嘉義縣知縣，掌管今嘉義縣、嘉義市、雲林縣一帶政事。道光十二年十月初八日，因張丙民變事件而陣亡殉職。